# Письмо к матери
«Письмо к матери» (идиш אַ בריוועלע דער מאַמען‎) — один из последних фильмов предвоенного польского кино на языке идиш. Премьера фильма в Польше состоялась 4 апреля 1938 года. Премьера в США, уже после начала Сентябрьской войны, — 14 сентября 1939 года.

## История создания
Йозеф Грин с 1924 года проживал в США. В 1934—1938 годах он на время вернулся в Польшу, где на созданной им киностудии «Green-Films» снял четыре фильма. Несмотря на провал своего второго фильма «Пуримский шут» (идиш פורים שפילער‎), он принял решение снять фильм по сценарию, который привёз из США. Сценарий был написан Менделем Ошеровичем, но по прибытии в Варшаву Грин пригласил Анатоля Штерна для переработки сценария. Для экономии средств Грин снимал сразу два фильма с одним и тем же составом актёров. Одновременно с «Письмом к матери» снимался фильм «Мамочка» (идиш מאמעלע‎), в который Грин, после переговоров с Янкелем Калишем, пригласил жену Янкеля, польско-американскую звезду Малку Опекун-Калиш.

## Сюжет
Действие фильма происходит в маленьком местечке в Галиции перед, во время и после I мировой войны. В местечке живёт семья Бердичевских. Отец, Давид, не в силах содержать семью. Все обязанности по содержанию падают на трудолюбивую мать, Дебору. Старший сын, Меир, мечтает выучиться на инженера или стоматолога. Дочка Мирьям встречаясь с учителем танцев, хотя у неё и есть жених, Юдка, сын портного Шимона, поступает против воли родителей. Гордостью Деборы и Давида является из младший сын, Арончик, очень талантливый и музыкальный.
Давид, не ставя в известность жену, и заняв деньги у Шимона, уезжает на заработки в Америку, где зарабатывает на жизнь продажей носков. Мирьям сбегает из дома с учителем танцев, а мать скрывает это от соседей.
Давид присылает билет на пароход для Арончика. Тем временем в местечко возвращается Мирьям: оказалось, что учитель танцев женат и у него есть ребёнок. По настоянию матери Мирьям скрывает эти факты от Юдки. Молодые женятся и уезжают.
В 1914 году началась война. Меира призывают на фронт. Мирьям находится в России. Письма из Америки перестают приходить. В день окончания войны Дебора узнаёт о гибели старшего сына на фронте. Она пытается разыскать мужа и Арончика. Наконец, с помощью добрых людей, она выезжает в Америку, где обнаруживает что её младший сын — известный певец Арнольд Берд.
Лейтмотивом всего фильма является ставшая известной песня «A Brivele der mamen», написанная Эльштейном специально для фильма. В последней сцене фильма, когда песню исполняет Арнольд Берд, на экране появляется и сам Абрам Эльштейн (камео) в качестве дирижёра оркестра.

## В ролях
| Актёр            | Роль                          |
| ---------------- | ----------------------------- |
| Люси Герман      | мать Дебора                   |
| Александр Штейн  | отец Давид                    |
| Исак Грютберг    | старший сын Меир              |
| Гертруда Бульман | дочь Мирьям                   |
| Ирвинг Брюнер    | младший сын в детстве Арончик |
| Эдмунд Заенда    | известный певец Арнольд Берд  |
| Миша Герман      | шеф бюро ХИАС Мистер Штейн    |
| Макс Божик       | портной Шимон                 |
| Симха Фостель    | Кантор                        |
| Хана Левина      | жена Шимона                   |
| Шмуль Ландау     | фабрикант Герш Лейба          |
| Эдвард Стейнбах  |                               |
| Берта Герштейн   |                               |
| Леон Касвинер    |                               |
| Густав Бергер    |                               |

## Дальнейшая судьба творческой труппы фильма
- Режиссёр фильма, Йозеф Грин, эмигрировал в Америку, где в начале 1950-х снимался в нескольких фильмах.
- Режиссёр фильма, Леон Трыстан, погиб в 1941 году при обороне Одессы[5].
- Оператор, Северин Штайнвурцель, в 1941 году снимал Боевые киносборники, затем в армии Андерса, после войны в Южной Америке, затем в Израиле[6].
- Композитор, Абрахам Эльштейн, жил в Нью-Йорке, умер 22 марта 1963 года.
- Актёры:
Эмигрировали в Америку:
Люси Герман (умерла 8 мая 1954 в Нью-Йорке)[7];
Макс Божик (умер 5 апреля 1970 в Нью-Йорке)[8];
Берта Герштейн (умерла 10 сентября 1972 в Бруклине)[9]
Густав Бергер (умер 18 октября 1958 в Нью-Йорке)[10]
Жертвы Холокоста:
Хана Левина — в Варшавском гетто выступала в Театре гетто, где отметила 25-летие творческой карьеры[11].
Симха Фостель — в 1942 году вывезен из Варшавского гетто в концлагерь в Понятова.
Шмуль Ландау — погиб во время акции в Варшавском гетто в 1942 году.